# World Museum
O World Museum é um museu de história, integrante do National Museums Liverpool, em Liverpool, no Reino Unido, com extensas coleções nos campos de arqueologia, geologia, etnologia, ciências naturais e físicas, e culturas ao redor do mundo. Atrações incluem Galeria do Egito Antigo, Planetário, Aquário, Casa de Insetos, Galeria de Dinossauros, Centro de História Natural, Centro de Descobertas, Galeria de Culturas Globais, Galeria Espacial e Galeria do Mundo Natural.

## História

### Estabelecimento e desenvolvimento
O museu foi originalmente chamado de Museu Derby, em razão de ter compreendido a coleção de história natural referente ao título Earl of Derby. O museu abriu em 1851, compartilhando duas salas na Duke Street com uma biblioteca. No entanto, o estabelecimento mostrou-se extremamente popular e um novo edifício, construído especificamente, era necessário.
Então, uma terra foi doada pelo MP local junto ao comerciante William Brown para o novo prédio na rua então conhecida como Fronteira de Shaw, em frente ao Salão de São Jorge. Como a construção muito se deveu ao financiamento do comerciante, o edifício tornar-se-ia conhecido como Biblioteca e Museu William Brown. Cerca de 400 mil pessoas participaram da abertura do novo prédio em 1860.
No final do século XIX a coleção do museu estava começando a superar sua construção, de modo que uma competição foi lançada para projetar uma extensão combinada ao próprio museu e à faculdade de tecnologia. A competição foi conquistada por William Mountford e a Faculdade de Tecnologia e Extensão do Museu abriu em 1901.
Liverpool, sendo um dos principais portos britânicos, foi fortemente danificado pelo bombardeio alemão durante a II Guerra Mundial. Embora grande parte da coleção do Museu tenha sido transferida para locais menos vulneráveis à guerra, o próprio edifício do museu foi atingido e danificado por bombas de fogo. Partes do museu só começaram a reabrir quinze anos depois.
No início da primeira década do século XXI, o museu foi novamente expandido, assumindo a metade inferior da extensão, que era de então propriedade da Universidade de Liverpool John Moores. Para refletir melhor seu tamanho maior, o museu foi renomeado World Museum Liverpool.

## Coleções
De antiguidades à zoologia, a coleção do museu abrange mais de 1,7 milhões de artefatos e espécimes internacionalmente relevantes.

### Antiguidades
O museu abriga aproximadamente 80 000 artefatos do mundo antigo, sendo notavelmente conhecido por suas coleções egípcias, gregas, romanas e de povos anglo-saxões. Com a exceção de cédulas, moedas, medalhas e armamentos, as coleções datam de aproximadamente 1200 a.C.. As coleções dos departamentos de antiguidade cresceram por mais de 150 anos por meio de doações, heranças, aquisições e subscrições à escavações geológicas. As coleções também incorporam parte do vasto acervo de antiguidades de Joseph Mayer, doado à cidade em 1867. O acervo de Mayer é composto por importantes aquisições reunidas no início dos anos 1 800 e é de grande importância histórica internacional.

### Astronomia, Espaço e Tempo[8]
A coleção de ciências físicas do World Museum foi construída após a devastação causada pelo incêndio de 1941. A coleção se expandiu, em parte, devido às transferências do Departamento de Artes Decorativas, Departamento de História Regional, Walker Art Gallery e Prescot Museum. A coleção também contém várias coleções importantes da Instituição Real de Liverpool, do Observatório Bidston, mais tarde do Instituto Proudman de Ciências Oceanográficas e do Departamento de Física da Universidade de Liverpool.
Coleções como essas são muitas vezes constituídas por itens de um tipo singular projetado para uma experiência particular, como DELPHI ou LEP no CERN - a Organização Europeia para Pesquisa Nuclear, ou o Equatorium, uma calculadora planetária pós-copernicana feita a pedido especial na início do século XVII. Como conseqüência, a coleção é pequena, mas contém uma série de itens significativos.

#### Planetário
O planetário abriu em 1970 e tem 62 assentos. Atualmente, atrai cerca de 90 mil pessoas por ano. Os shows cobrem vários aspectos da ciência espacial, incluindo o Sistema Solar, a exploração espacial e tem shows especiais para crianças.

### Botânica
O museu tinha extensas galerias públicas contendo espécimes de taxidermia de vertebrados, mas estes foram perdidos quando, durante os ataques aéreos de maio de 1941, o edifício foi completamente destruído pelo fogo. As coleções do museu cresceram consideravelmente desde então e agora também incluem importantes espécimes botânicos que datam de mais de 200 anos, que representam a maior parte da flora nativa da Grã-Bretanha e da Irlanda. O museu tinha uma galeria de botânica econômica que foi destruída durante os ataques aéreos de maio de 1941.

### Etnologia
A coleção de etnologia do World Museum está entre as seis melhores coleções do país. As quatro principais áreas representadas são: África, Américas, Oceania e Ásia. A exposição inclui exibições interativas.

### Geologia
A galeria do túnel do tempo exibe uma série de modelos ao longo do tempo geológico. A coleção geológica do World Museum contém mais de 40 000 fósseis, bem como extensas coleções de rochas e minerais. Cada uma dessas exposições mostra informações sobre as origens, estrutura e história do planeta Terra. Fundado em 1858, apenas sete anos após a criação do museu, grande parte da coleção original foi destruída durante a Segunda Guerra Mundial. As coleções do pós-guerra se expandiram consideravelmente, em parte graças à aquisição de várias coleções significativas de museus e universidades. A maior delas foi a coleção geológica da Universidade de Liverpool, que inclui cerca de 6 600 espécimes fósseis. A coleção abrange as seguintes áreas: paleontologia, rochas e minerais.

### Ciências Físicas
A coleção de Ciências Físicas do  World Museum foi construída após a devastação causada pelo incêndio de 1941. A coleção se expandiu, em parte, devido à transferências do Departamento de Artes Decorativas, do Departamento de História Regional, da Walker Art Gallery e do Prescot Museum. A coleção também contém itens importantes vindos da Royal Liverpool Institution, do Bidston Observatory, do Proudman Institute of Oceanographic Sciences e do Departamento de Física da Universidade de Liverpool. Coleções como essas são muitas vezes constituídas por objetos de experimentos especiais, como o como DELPHI ou o LEP no CERN, a Organização Europeia para Pesquisa Nuclear, ou o Equatorium, uma calculadora planetária pós-copernicana construída no início do século XVII. Como conseqüência, a coleção é pequena, mas contém uma série de elementos significativos.

### Zoologia
A coleção de zoologia contém cerca de 1,2 milhão de espécimes, divididos entre Zoologia Invertebrada (insetos, aracnídeos, conchas e outros) e Zoologia Vertebrada (aves, mamíferos, répteis, anfíbios e peixes). As coleções de vertebrados incluem aproximadamente 79 000 espécimes e são ricas em espécimes com mais de cem anos. As aquisições permitiram ao museu reunir uma coleção nacionalmente importante e relativamente moderna de cerca de 1,1 milhão de insetos e outros invertebrados. As coleções de vertebrados também se expandiram nos tempos modernos.

### Arqueologia e Egiptologia
A coleção de egiptologia contém aproximadamente 15.000 objetos do Egito e do Sudão e é o componente único mais importante das coleções do departamento de antiguidades. O intervalo cronológico da coleção abrange o período pré-histórico para o período islâmico, sendo as maiores coleções de sítios arqueológicos de Abidos, Amarna, Beni Haçane, Esna e Meroé.
Mais de 5000 antiguidades egípcias foram doadas ao museu em 1867 por Joseph Mayer (1803-1886), um ourives local e antiquário. Mayer comprou coleções de Joseph Sams de Darlington (que continha material da venda de Henry Salt em 1835), Lord Valentia, Bram Hertz e o Reverendo Henry Stobart. Mayer havia exibido sua coleção em seu próprio "Museu egípcio" em Liverpool com o objetivo de dar aos cidadãos que não puderam visitar o Museu Britânico em Londres, uma ideia das conquistas da civilização egípcia. Com a força desta doação substancial, outras pessoas começaram a doar material egípcio para o museu e, nos últimos anos do século XIX, o museu teve uma coleção substancial que Amelia Edwards descreveu como sendo a coleção mais importante de antiguidades egípcias na Inglaterra ao lado de O conteúdo do Museu Britânico.
A qualidade da doação Mayer é alta e existem alguns itens pendentes, mas com algumas exceções, a coleção inteira não está preparada. A coleção foi sistematicamente aprimorada por meio da subscrição de escavações no Egito. No total, o museu subscreveu 25 escavações realizadas pelo Egito Exploration Fund (agora Egypt Exploration Society), a British School of Archaeology no Egito e a Egyptian Research Account entre 1884 e 1914. Foi desenvolvido através de links com o Instituto de Arqueologia na Universidade de Liverpool e importantes coleções vieram ao museu das escavações de John Garstang, leitor honorário em arqueologia egípcia na Universidade de Liverpool em 1902-07, e Professor de Métodos e Prática de Arqueologia 1907-41. O museu sempre teve um relacionamento próximo com a universidade; No início da década de 1920, Percy Newberry, professor Brunner de egiptologia, e seu sucessor T. Eric Peet, catalogaram a coleção, ajudaram com o rearranjo das exposições e produziram um manual e guia para a coleção egípcia (1ª ed., 1923).
Em maio de 1941, no auge do Liverpool Blitz, uma bomba caiu no museu, que foi queimado até uma concha. Grandes partes da coleção foram removidas no início da guerra, mas muito permaneceu em exibição ou na loja e muitos artefatos foram destruídos. O que restava era bastante inacessível e não foi até 1976 que uma galeria permanente do Egito foi aberta no museu reconstruído. Após a guerra, o museu aumentou ativamente a coleção através da coleta de novos materiais de escavações no Egito e no Sudão e na compra de outras coleções de museus. Em 1947 e 1949, o material das escavações de Garstang em Meroe chegou ao museu e, em 1955, a Universidade de Liverpool colocou quantidades substanciais de suas próprias coleções dentro do museu, incluindo muitos itens de Beni Haçane e Abidos. Em 1956, o museu comprou quase todas as coleções não britânicas do Museu do Castelo de Norwich. Isso incluiu material escavado da EES da Amarna e outros locais, restos botânicos de Kahun e a coleção particular de Sir Henry Rider Haggard. Em 1973, a coleção foi aumentada ainda mais pela aquisição de parte da Coleção Sir Henry Wellcome e pelo legado do coronel J. R. Danson em 1976, que incluiu mais material da Amarna e das escavações de Garstang em Abidos.
Um guia prático e útil para a coleção está disponível: 'Gifts of the Nile' (London: HMSO, 1995).
Após uma candidatura bem-sucedida ao Fundo de Melhoria de Museus e Galerias do DCMS e da Fundação Wolfson, o museu abrirá uma nova galeria do Egito em agosto de 2008. O projeto com um orçamento total de £ 600 000 visa construir sobre o sucesso de o Museu do Mundo extremamente popular revitalizando a galeria egípcia, que agora tem 30 anos.